# The Amazing Spider-Man: Webslinger
The Amazing Spider-Man: Webslinger es un videojuego de ritmo desarrollado y publicado por Hands-On Mobile para teléfonos móviles con J2ME. La idea de Webslinger es ayudar a Spider-Man a balancearse en sus telarañas para proteger las calles.

## Jugabilidad
Spider-Man se balancea y debajo de él hay una barra curva dónde se indica cuando se debe pulsar la tecla indicada y se debe pulsar la tecla cuando el ícono entre en la ventana en el momento adecuado. El color de la ventana cambia de color para indicar si el jugador lo hace bien.
| Íconos que aparecen en la barra |               |
| Ícono                           | Tecla         |
| Círculo                         | Centro / 5    |
| Flecha izquierda                | Izquierda / 4 |
| Flecha derecha                  | Derecha / 6   |
| Flecha arriba                   | Arriba / 2    |
| Flecha abajo                    | Abajo / 8     |

Se golpea el ícono para obtener la puntuación de un golpe "perfecto". Si se logra 5 golpes "perfectos", la ventana activa se ampliará. Si se escapa alguno o se pulsa la tecla equivocada, la ventana activa se encogerá. Si desaparece se pierde una vida. Si se obtiene suficientes puntos, se pasará al siguiente nivel. Si se consigue múltiples golpes perfectos, dejando fuera de juego a atracadores de un golpe o completando otras tareas en el nivel, se obtiene puntos extra especiales.

### Modos de juego
Webslinger cuenta con ocho niveles, que incluyen distritos comerciales y residenciales, callejones poco fiables y bloques de oficinas, por los se puede mover de día o de noche, y dos modos de juego: Historia y Supervivencia.
- Historia: En este modo se tiene que obtener cierta puntuación para pasar de nivel.
- Supervivencia: En este modo se tiene que aguantar todo lo que se pueda a pesar de que la velocidad aumenta progresivamente.[3]

## Recepción
Stuart Dredge de Pocket Gamer dijo que es "un gran concepto de juego que se ve empañado por una jugabilidad demasiado difícil".